# Djurkyrkogård

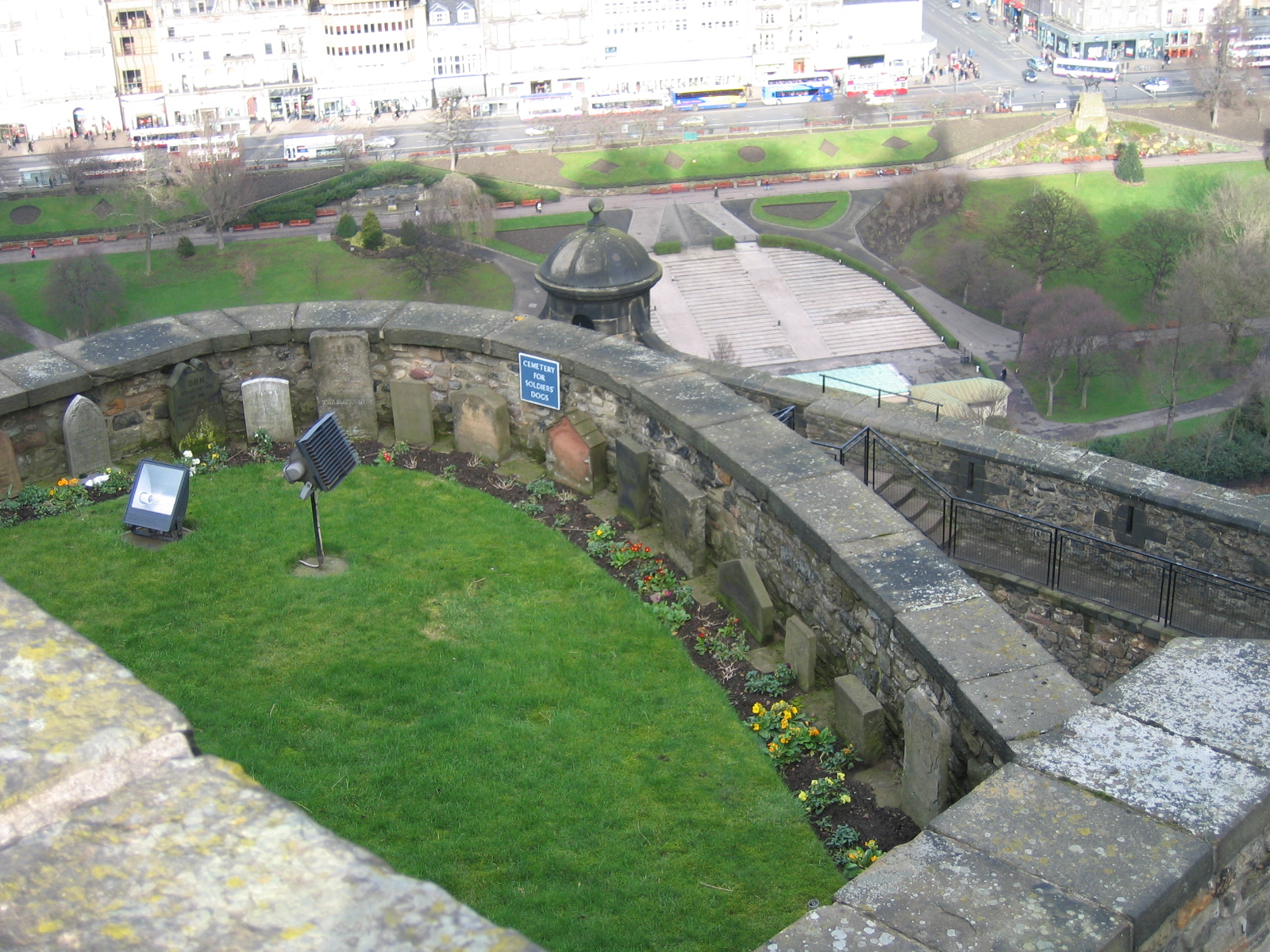
Hundkyrkogård i Edinburgh.

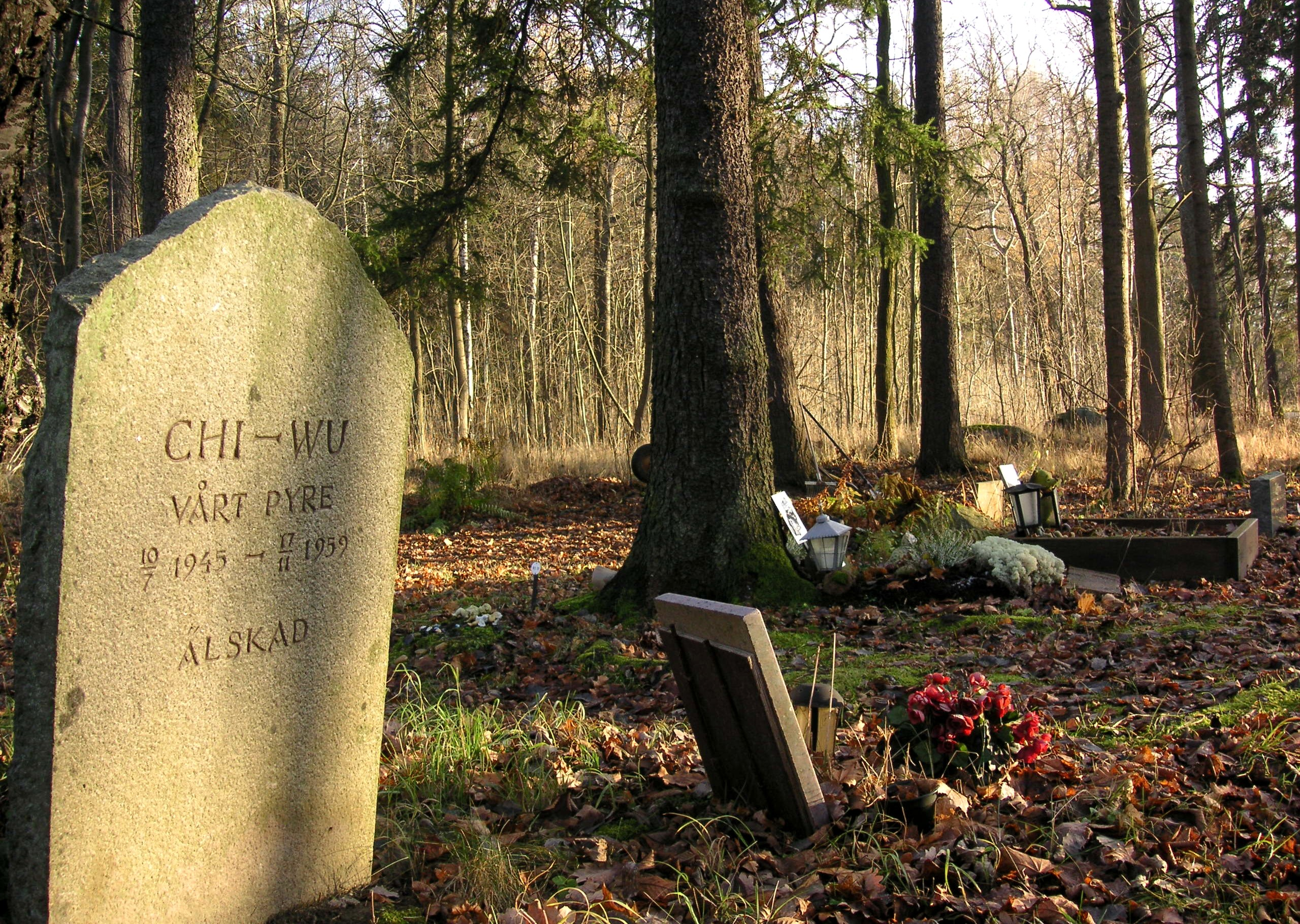
Kaknäs djurkyrkogård i Stockholm.

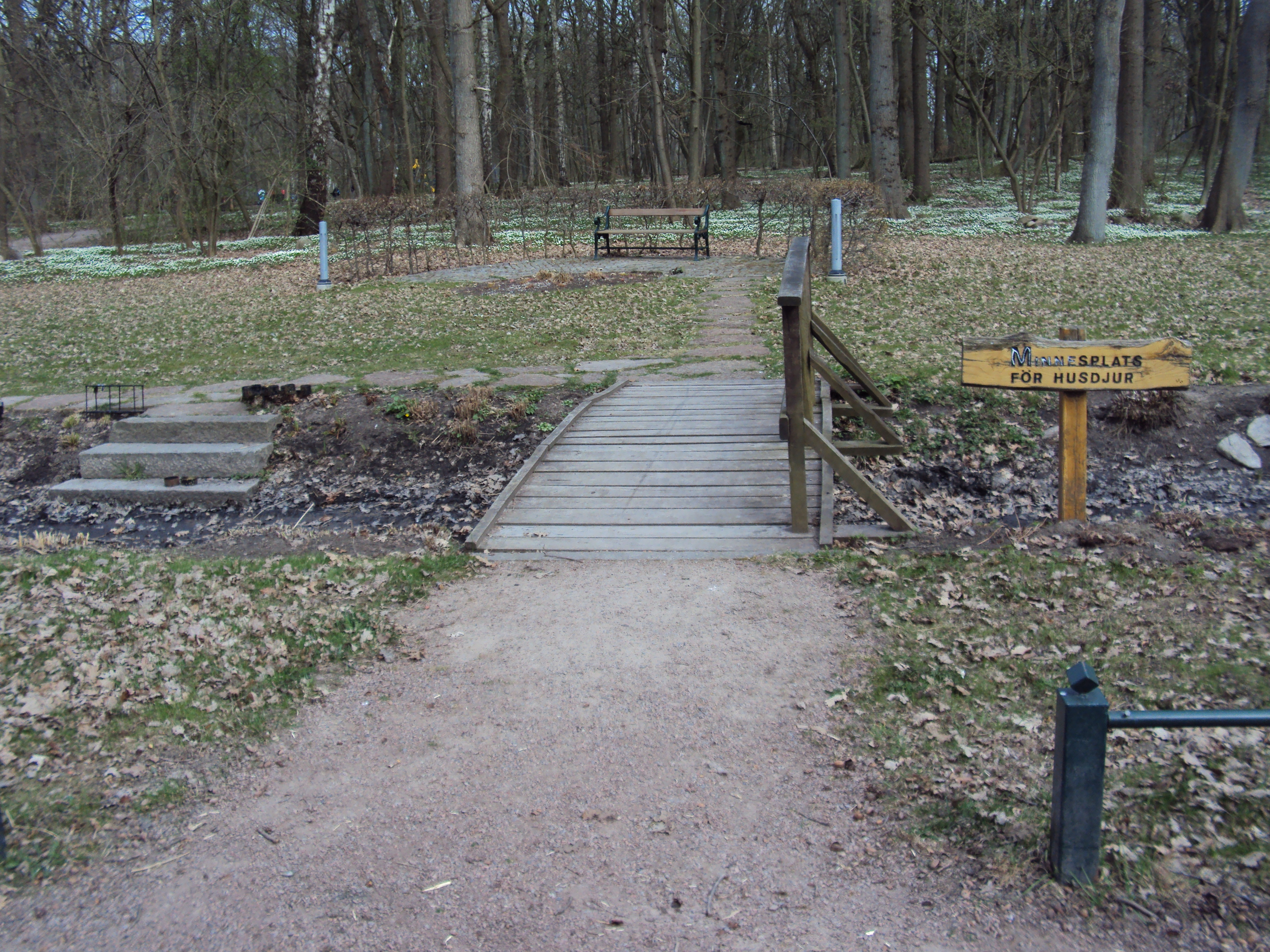
Minnesplats för husdjur i Eslöv.

En djurkyrkogård är en begravningsplats där man begraver djur, oftast husdjur.

## Historik
Att rituellt begrava hundar eller katter har förekommit allt sedan människan började ha husdjur, alltså redan runt 10−12 000 före Kristus, som gravfynd från denna tid har visat. 
Att begrava djur på särskilda djurkyrkogårdar började man med i mitten på 1800-talet, men oftast fick exempelvis den trogne jakthunden en enkel minnessten av ägaren hemma på tomten. Den äldsta större begravningsplatsen för djur i Sverige är Kaknäs djurkyrkogård på Djurgården i Stockholm, här fick författaren August Blanches (1811−1868) hund Nero sin sista viloplats.
Idag har varje större stad i västvärlden en djurkyrkogård. Den mest kända är kanske Cimetière des Chiens i Paris som öppnades 1899. Där vilar utöver hundar och katter även hästar, apor, lejon och till och med fiskar.

## Sverige
I Sverige råder för närvarande[när?] brist på djurkyrkogårdar. På begravningsplatsen för smådjur i Lilla Edet, som sköts av en stiftelse, tar man enligt uppgift inte längre emot nya djur för begravning. I Trollhättan har man kunnat begrava smådjur sedan cirka 1995. Där är det en kommunal service för boende i kommunen. Stiftelsen Stockholms Djurkyrkogårdar är en ideell förening som underhåller två begravningsplatser för djur i Stockholmstrakten. En ligger bakom Markuskyrkan i Björkhagen, den andra är Gustavslund i närheten av Västerhaninges centrum. Kaknäs djurkyrkogård administreras sedan 1995 av Stockholms Kennelklubb.

### Fotnoter
1. ↑  http://www.lillaedet.se/byggabomiljo/miljo/djurochlantbruk/hanteringavdodadjur.757.html Arkiverad 26 december 2018 hämtat från the Wayback Machine. Läst 26 december 2018
2. ↑  Uppgifter enligt "Nyheterna.se" den 14 augusti 2008